# Triacanthella perfecta
Triacanthella perfecta is een springstaartensoort uit de familie van de Hypogastruridae. De wetenschappelijke naam van de soort is voor het eerst geldig gepubliceerd in 1926 door Denis.